# Brighton and Rottingdean Seashore Electric Railway

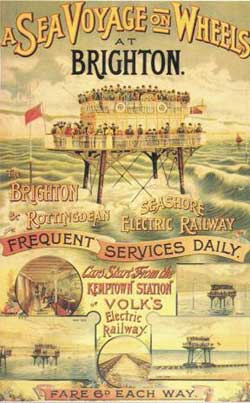
En reklamaffisch för järnvägen

Brighton and Rottingdean Seashore Electric Railway var en elektrisk järnväg av ovanligt slag, som gick längs utanför strandlinjen till Engelska kanalen mellan Brighton och  Rottingdean i East Sussex i södra England. Järnvägen byggdes av den excentriska ingenjören Magnus Volk och invigdes 1896, men den lades ned redan 1901 efter stora problem. Järnvägen var den andra av två elektriska turistjärnvägar som Volk byggde i Brighton. Den första av dem var den konventionellt utformade Volk's Electric Railway från 1883, som fortfarande är i drift.

## Bakgrund
Järnvägen band samman Brighton med det närliggande kustsamhället Rottingdean. Den mycket kuperade terrängen i områden med branta klippor längs kusten, vilka når upp emot 200 meter, gav dåliga förutsättningar för en konventionell järnväg längs kusten.

## Konstruktion
Rälsen var på grund av tidvatten långa perioder under vatten, och vagnarna vilade på höga pelare, som höll dem ovanför vattenytan. Stationerna var utformade som pirar som gick ut från stränderna. Den enda vagnen drevs av en elektrisk motor och järnvägen var en av de första elektriska järnvägarna i världen. Konstruktionen inleddes 1894 och slutfördes 1896; invigningen skedde 28 november samma år. Den 4 december, mindre än en vecka senare, förstördes järnvägen och den enda vagnen i en svår storm.

## Drift
Efter reparationer återinvigdes järnvägen sommaren 1897 men driften var problematisk. Vid högvatten blev järnvägen mycket långsam, och Volk lyckades inte förbättra motorn till tåget. Betongfundamenten som rälsen vilade på hotades också av tidvattenströmmarna. Järnvägen dödsdom kom 1900 då Brighton bestämde sig för att bygga barriärer för att skydda stranden, vilket innebär att järnvägen för att fortsätta driften skulle vara tvungna att bygga en ny räls längre ut, något som det inte fanns några ekonomiska resurser till.

## Bildgalleri

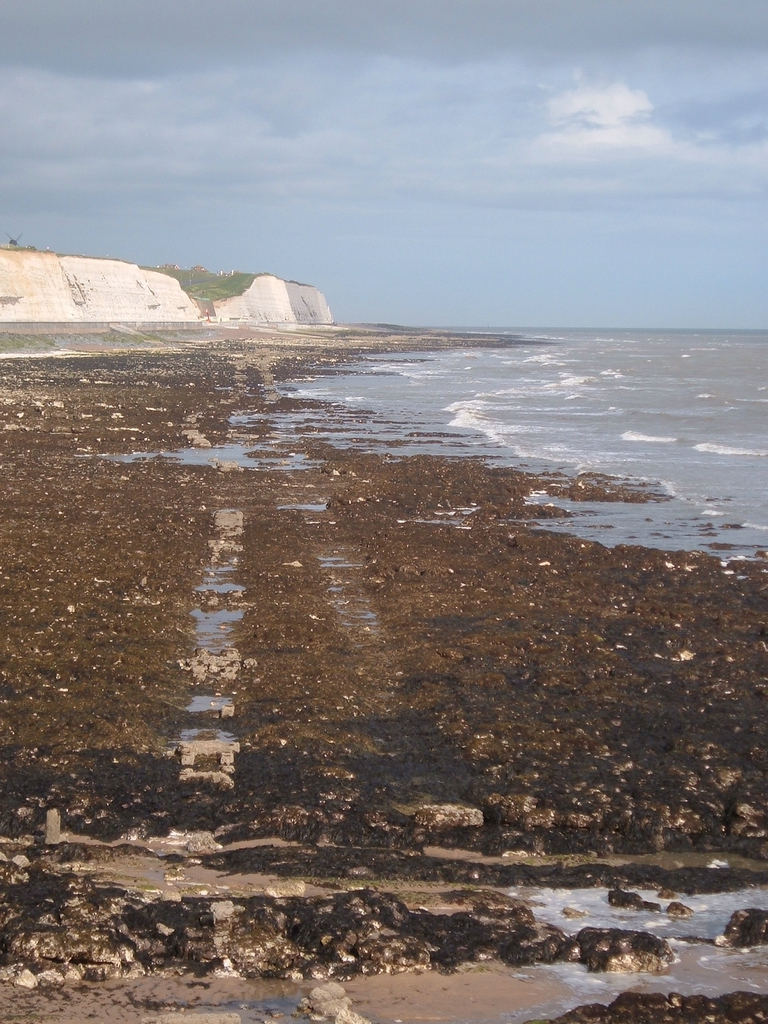
Den forna rälsen vid lågvatten.
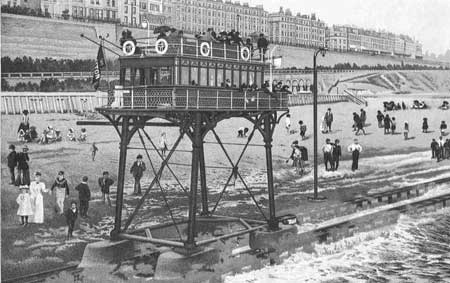
Järnvägsvagnen
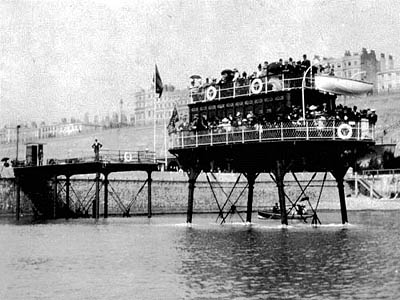
Vagnen angör stationen i Brighton